# Doppelboden (Bauwesen)

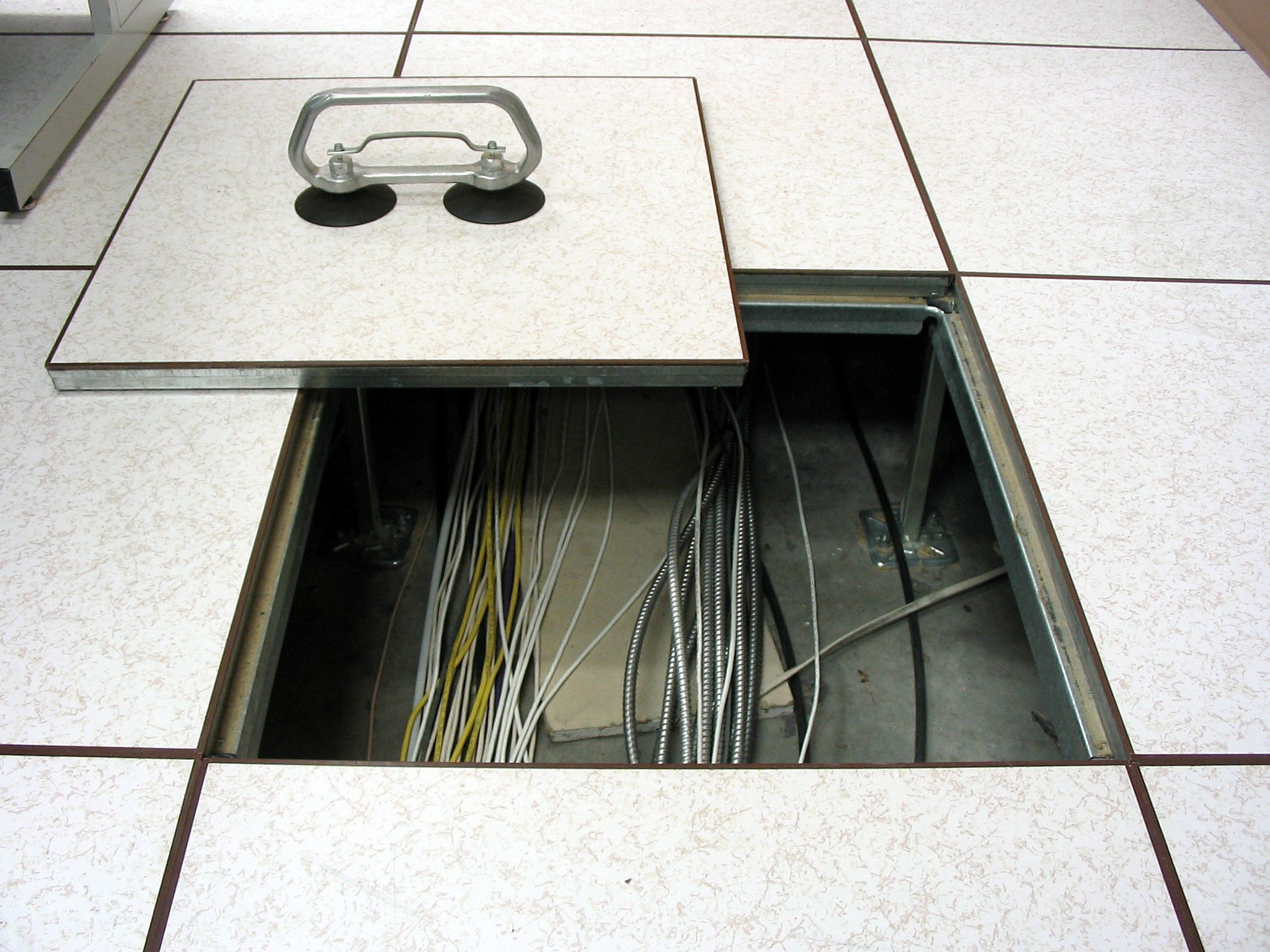
Doppelboden mit herausgehobener Platte (mit Saugheber). Unterkonstruktion: Stahlstützen mit Rasterstäben (mit einer Schaumstoffauflage).

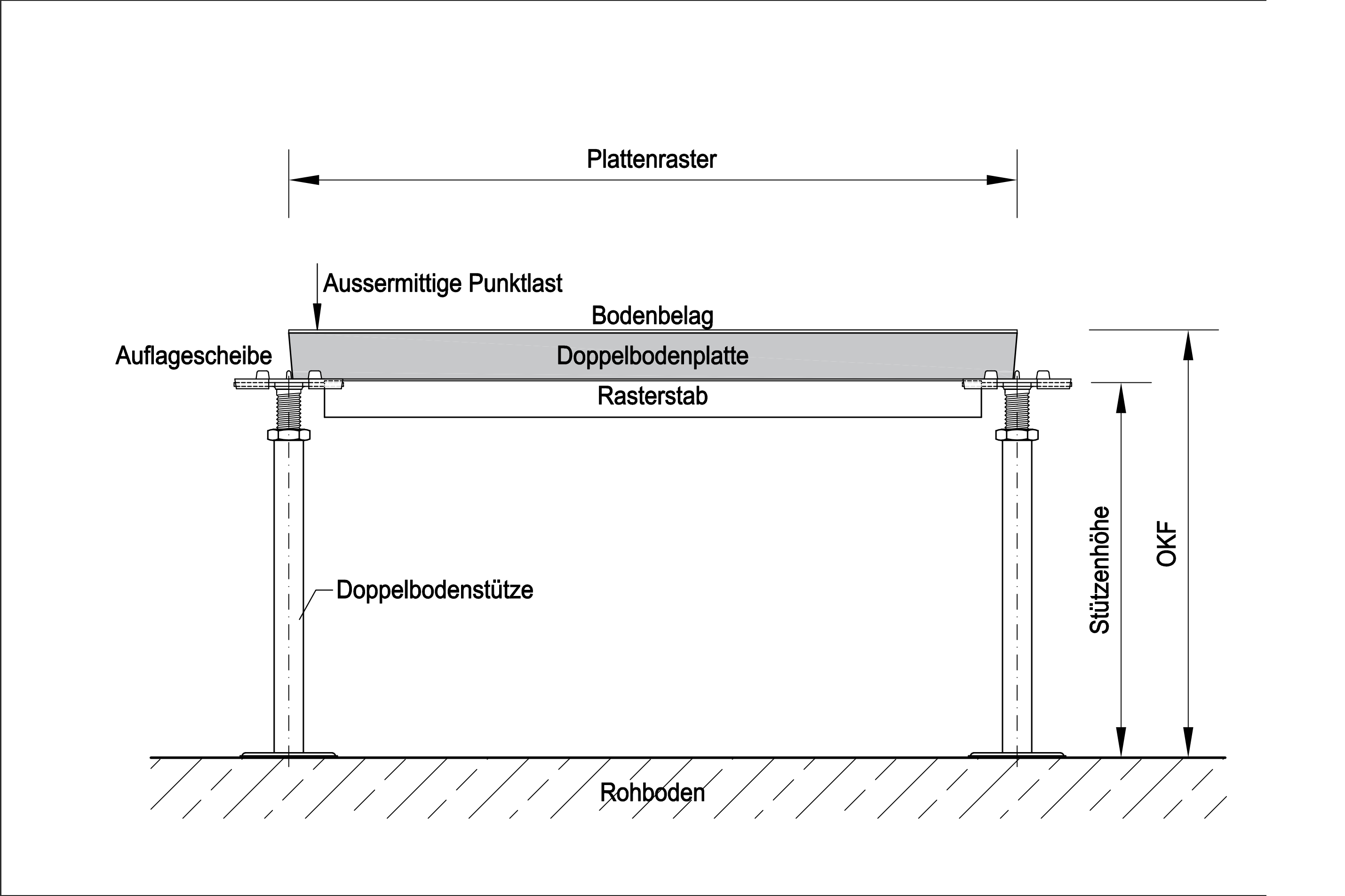
Schnitt durch die Geschoßdecke mit Ansicht des Doppelbodens: Platte mit Belag, Auflagescheibe, Rasterstab und Stahlstützen.

Der Doppelboden ist neben dem Hohlboden / Hohlraumboden eine der beiden im Bauwesen bekannten, als Systemböden bezeichneten, besonderen Ausführung von Fußböden. Unter einem begehbaren Fußboden befindet sich ein ausgedehnter Hohlraum, der zur Aufnahme von elektrischen und anderen Leitungen dient. Er wird vorwiegend in Büroräumen verwendet, in denen die Leitungen zu und von den Computern den Hauptteil dieser Leitungen ausmachen.
Kennzeichnend für den Doppelboden sind die Doppelbodenplatten, welche den Hohlraum an jeder Stelle jederzeit ohne Vorarbeiten zugänglich machen.

## Aufbau
Der Doppelboden besteht aus miteinander nicht verbundenen, in der Regel quadratischen Platten mit 600 mm Seitenlänge, die auf einer Stützkonstruktion aufliegen und alle einzeln abhebbar sind. Somit ist der Zugang zum Hohlraum jederzeit und an jeder Stelle möglich (ein Hohlboden hat im Gegensatz dazu nur eine begrenzte Zahl von Revisionsöffnungen).
Die Platten des Doppelbodens werden von Stützen getragen. Diese ruhen auf der meistens aus Beton bestehenden und roh belassenen (oder versiegelten) Geschossdecke (im Parterre entsprechend auf der Kellerdecke). Jede Stütze nimmt vier Platten an ihren Ecken auf (an den Rändern und in den Ecken des Raumes nur zwei bzw. eine).
Die typischen Stützen haben an den Enden eine (meistens runde) Fuß- bzw. Kopfplatte. Um ihre Länge an die Unebenheiten der Rohdecke anpassen zu können, wird der stützende „Stiel“ aus einem Rohr und aus einer darin steckenden Gewindestange gebildet. Als Höheneinstellung wird einer Mutter verwendet. Diese liegt am oberen Hülsenende lose auf und wird zur Höhenverstellung gedreht. Die Stützen werden am Fuß mit der Geschossdecke fest verbunden (meistens geklebt, manchmal auch verdübelt). Dadurch wird auch ausgeschlossen, dass sich der Hülsenteil beim Höheneinstellen mitdreht. Die oberen Teller werden manchmal (meist bei größeren Stützenhöhen) miteinander mittels einzelner Stäbe (Rasterstäbe) oder einem aus Stäben bestehenden Netz (Rasternetz) verbunden, wodurch horizontale Kräfte auf mehrere bzw. alle Stützen verteilt werden. Die Kippgefahr der Stützen wird durch diese Maßnahme verkleinert, und es wird verhindert, dass sich die Gewindestangen beim Höhenverstellen mitdrehen. Die Rasterstäbe liegen auf den Stützenköpfen auf und können zusätzlich mit diesen verschraubt sein. Bedingt durch die (Kunststoff-)Auflagescheibe haben die Platten i. d. R. keinen Kontakt mit den Stäben (siehe nebenstehende zeichnerische Abbildung). Die Auflagescheiben dämpfen die Schallübertragung und verhindern das Klappern von Platten, wenn der Boden begangen wird.
Die Platten sind häufig aus einem Holzwerkstoff (Spanplatte, speziell hochverdichtete Flachpressplatte) oder aus einem unbrennbaren Werkstoff (Calciumsulfat) gefertigt und im Regelfall werksseitig mit einem Kantenschutz aus Kunststoff sowie einem Bodenbelag versehen.
Die „Anwendungsrichtlinie zur DIN EN 12825 Doppelböden 6. Ausgabe 11/2014“ enthält neben Angaben zu den Anforderungen und der Prüfung auch weitere konstruktive Details.

Doppelbodenstützen
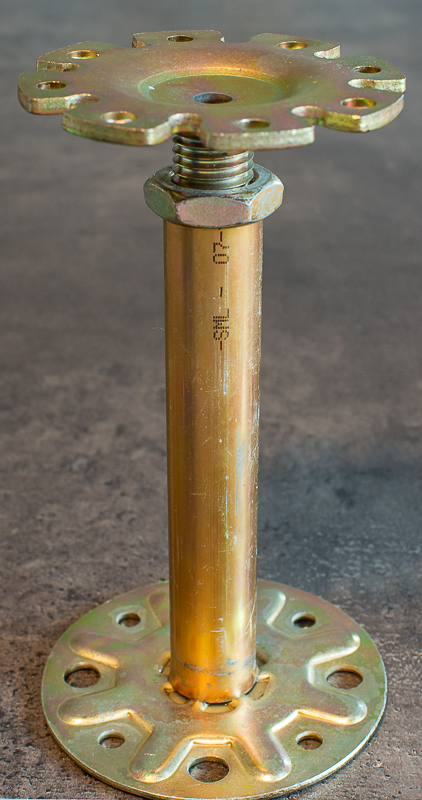
Stahlstütze (für mittelhohe bis hohe Böden) mit Bolzen und Mutter im Rohr zur Höhenverstellung.
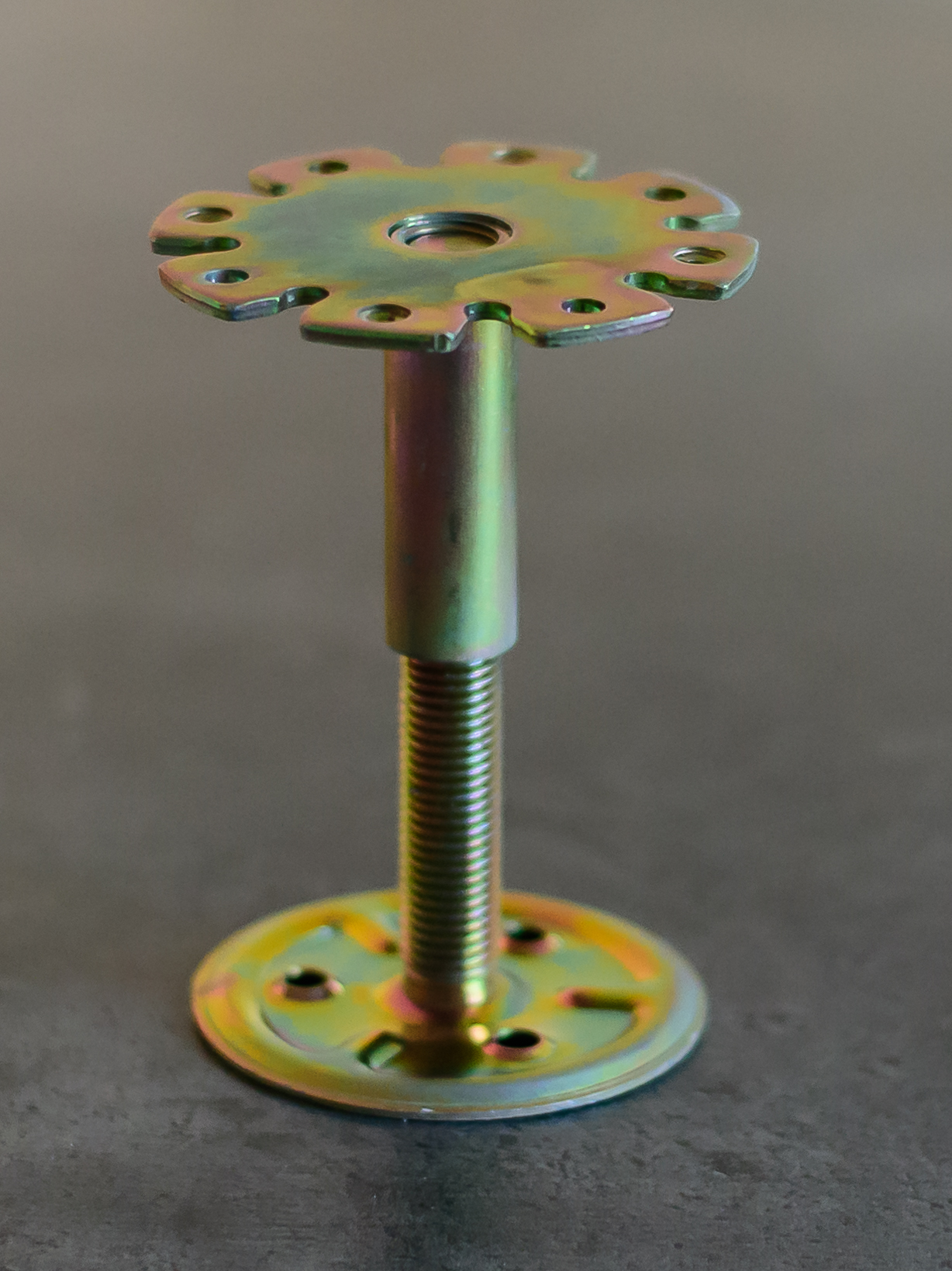
Stahlstütze (für niedrige bis mittelhohe Böden) mit Gewindestange und Innengewinde in der Hülse zur Höhenverstellung.
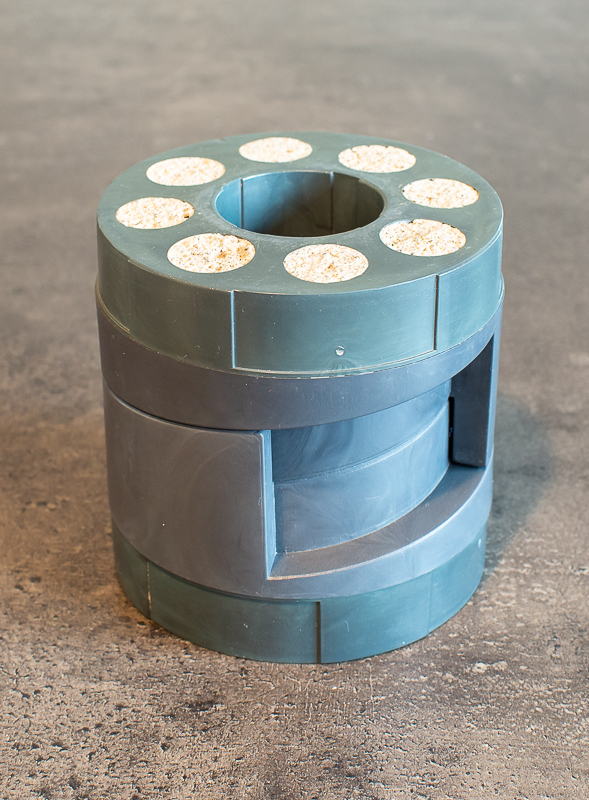
Bauart aus mineralisch gefüllten Kunststoff-Formteilen (Typ LNA II, Fabrikat Goldbach).

## Geschichte

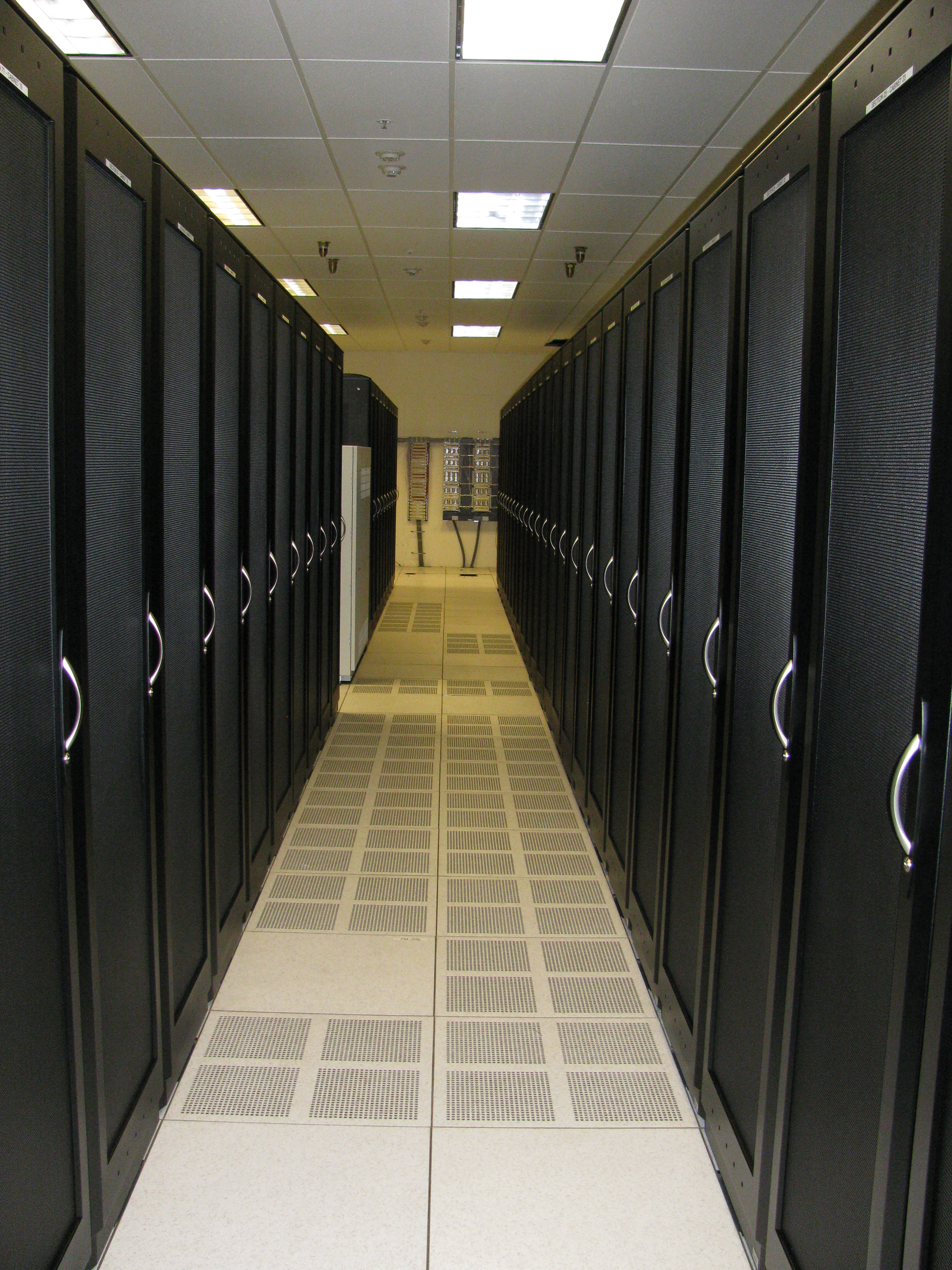
Raum mit Großrechnern auf einem Doppelboden, der teilweise mit Lüftungsplatten ausgestattet ist.

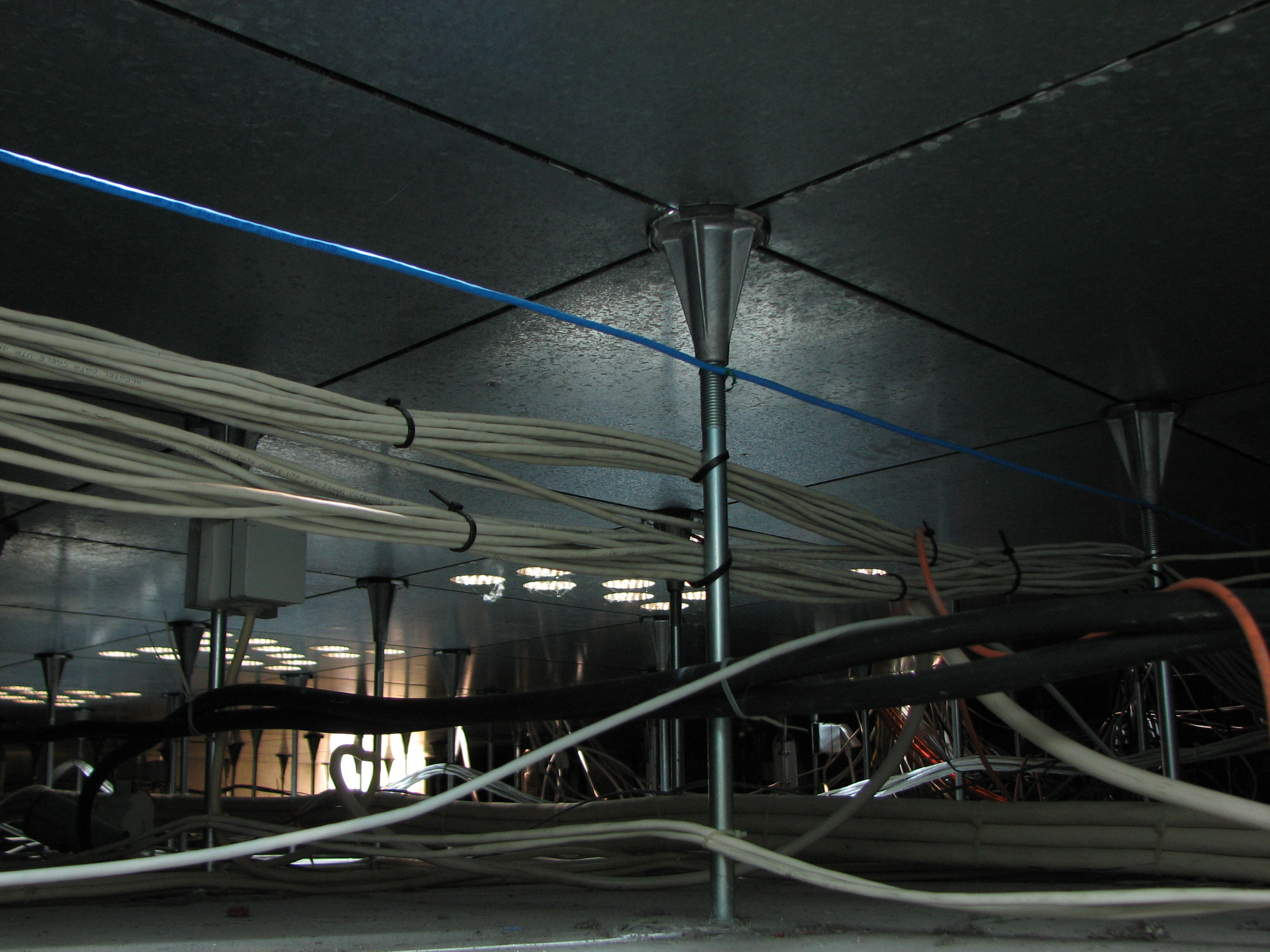
Unter einem (älteren) Doppelboden mit Aluminiumstützen.

Die Anfänge des Doppelbodens liegen in den späten 1950er Jahren in den USA bei der Firma IBM. In den frühen 1960er Jahren wurde in Deutschland ein Vorläufer des heutigen Doppelbodens bei der Neugestaltung des Rechenzentrums der Hoechst-AG in Frankfurt realisiert. In einem über Jahre dauernden Prozess ist dabei erkannt worden, dass sich ein solcher Boden nicht nur in Computerräumen nutzen, sondern als Systemboden auch in Büro-Räumen sinnvoll anwenden lässt. So ging man denn auch dazu über, die gesamte Fläche eines Büro-Gebäudes von Wand zu Wand komplett mit einer Doppelbodenanlage auszustatten.

## Anforderungen für Doppelböden
Es gibt zwei grundverschiedene Anforderungen an die Doppelbodenkonstruktion: Zum einen muss die Konstruktion benutzerfreundlich für den IT-Fachmann sein (also die Möglichkeit bieten, jederzeit an jedem Ort den Zugriff auf die im Hohlraum liegenden Leitungen zu ermöglichen), und zum anderen soll der Fußboden für die Büro-Angestellten wie ein gewöhnlicher massiver Estrich-Fußboden wirken.
Damit ein solcher Fußboden wirtschaftlich ist, wird er aus in großer Stückzahl industriell vorgefertigten Teilen hergestellt. Das sind zunächst die Platten und die Stützen. Die Stützen sind (heute vorwiegend) aus verzinktem Stahl und mittels Gewinde höhenverstellbar. Sie sind mit dem Rohboden verklebt und tragen eine Auflagescheibe aus Kunststoff, damit die lose darauf liegenden Doppelbodenplatten kein Klappergeräusch beim Begehen erzeugen. Die Doppelbodenplatten bestehen meist aus hochverdichtetem Holzwerkstoff (Spanplatten). Die hohen Anforderungen an den Brandschutz der Gebäude haben zur Entwicklung von unbrennbaren Doppelbodenplatten geführt. Es wurden (u. a.) faserverstärkte Calciumsulfat-Platten entwickelt, die nicht nur unter die Baustoffklasse A (unbrennbar) fallen, sondern darüber hinaus auch als Bauteil eine Feuerwiderstandsdauer von bis zu 60 Minuten mit sich bringen.

## Systemerweiterung
Die zunehmend breitere Anwendung des Doppelbodens (statt einzelner Räume wird das ganze Geschoss mit Doppelboden ausgestattet) machte bald eine Erweiterung des Systemzubehörs notwendig. So kommt es vor, dass eine Doppelbodenstütze aus bestimmten baulichen Gründen nicht gestellt werden kann. Um dies zu ermöglichen, werden statisch tragende Überbrückungen benötigt. Bei besonders hohen Konstruktionen kommen aussteifende Rasterstäbe zum Einsatz. Diese verbinden die Stützenköpfe miteinander, so dass die Stütze auch Horizontalkräfte aufnehmen kann. Weitere System-Bestandteile sind Rampen, Treppen und die verkleidete Abspannung, wenn ein Doppelboden nicht bis zur Gebäudewand geführt werden kann. Unter dem Doppelboden können Abschottungen zur Luftführung, zum Brandschutz oder zum Schallschutz (auch in Kombination miteinander) notwendig werden.

## Systemleistung
Eine gute Doppelbodenanlage zeichnet sich dadurch aus, dass sie nicht bemerkt wird. Hierzu ist hohe Materialqualität und sorgfältige Montage nötig. Die Pflege des Doppelbodens (im Besonderen die Reinigung des Plattenbelags) muss auf den Belag und das Plattenmaterial abgestimmt sein.
Das Funktionsprinzip eines Doppelbodens beruht allein auf Masse und Reibung.
Alle Platten des Bodens liegen ohne Befestigung auf den Stützen auf und können mit einem Hebewerkzeug (Krallenheber bei Textilbelag, Saugheber bei Hartbelag) entnommen und wieder eingelegt werden.

## Die wichtigsten Systemkomponenten

### Die Plattenebene
Von oben sichtbar sind nur die Doppelbodenplatten und insbesondere ihr Belag. Bei textilen Belägen (wie Velours oder Nadelfilz) sind die Fugen zwischen den einzelnen Platten beim fertig verlegten Boden nicht mehr erkennbar. Nur evtl. vorhandene Sonderplatten mit Elektro- und/oder Lüftungsauslässen lassen erahnen, dass man auf einem Systemboden steht. Bei Platten mit Hartbelag (wie Linoleum oder Schichtstoff) müssen jedoch (um Belagsablösungen zu vermeiden) die seitlichen Kunststoff-Schutzkanten der Platten bis zur Doppelbodenoberfläche hochgeführt werden, wodurch das Doppelbodenraster sichtbar wird.
Unter der Belagsebene befindet sich der Plattenkern. Hier werden (im deutschsprachigen Raum) hauptsächlich Holzwerkstoffplatten (Flachpressplatten, oft einfach „Spanplatten“ genannt) eingesetzt. In öffentlichen Gebäuden empfiehlt sich jedoch die Verwendung von unbrennbarem Plattenmaterial. Dazu wurden spezielle, hochverdichtete und faserverstärkte Calciumsulfat-Platten entwickelt. Je nachdem, welche Anforderungen an die elektrostatische Ableitfähigkeit gestellt werden, müssen elektrisch leitfähige Klebstoffe bei der Plattenverarbeitung eingesetzt werden. Die Unterseite der Platten ist je nach Anforderung entweder hydrophobierend versiegelt, mit einer Dampfsperre aus Aluminiumfeinblech versehen oder mit einem Stahlblech als Zugbewehrung verklebt.
Die Platten sind quadratisch mit einer Kantenlänge von 600 mm. Die Plattendicke beträgt bei Holzwerkstoffplatten zwischen 38 und 40 mm und bei Calciumsulfat-Platten typischerweise 36 mm. Mit zur Plattenebene zählt das nicht zu unterschätzende Wandabdichtungsband. Dies ist ein Schaumstoffstreifen, welcher zwischen der letzten Doppelbodenplatte („Randanschnittplatte“) und der massiven Wand sitzt. Das Material des Wandabdichtungsbandes muss sehr elastisch sein und verzögerungsfrei auf Druckänderungen reagieren. Offenzelliger PU-Schaum hoher Dichte ist hierzu gut geeignet, sogenanntes „Kompriband“ nicht.
Wenn der Doppelboden kompromisslos von (tragender) Wand zu (tragender) Wand ausgeführt wird und die nicht tragenden leichten Trennwände auf dem Doppelboden aufstehen, spricht man nicht mehr nur von einem Doppelboden, sondern von einer Doppelbodenanlage.
Was unmittelbar unter der Plattenebene folgt, ist abhängig von der speziellen Verwendung des Bodens.

### Die Tragebene
Wenn auf dem Boden Server- oder Schaltschränke aufgestellt werden, wird ein sogenanntes Schaltwartensystem verwendet. Es besteht aus verzinkten C-Profilen (unten mit Schlitz für eine Hammerkopf-Schraube) die auf spezielle Schaltwartenstützen aufgeschraubt sind. Hierbei gibt es Profile mit (bevorzugt) 40 mm und 80 mm Bauhöhe. Die Platten liegen auf den 40 mm hohen Profilen (auf welche dünne Gummistreifen aufgeklebt sind) auf und werden zu den Schaltschränken hin von unmittelbar benachbarten 80 mm hohen Profilen seitlich eingefasst. Auf diesen Profilen stehen die Server- oder Schaltschränke. Unter den Schränken sind keine Platten, so dass die Schränke (die nur Sockel und keinen unteren Boden haben) unmittelbar vom Bodenhohlraum zugänglich sind. Der Schaltschrankbereich wird meist im Raster 60 cm × 120 cm ausgeführt. Außer den „klassischen“ Profilen (40 und 80 mm) werden auch 65 mm und 105 mm hohe Profile verwendet.

### Die Stützen
Wenn es sich um einen einfachen Büro-Boden handelt, liegen die Platten (nur an ihren Eckpunkten) unmittelbar auf der Doppelbodenstütze, die mit einer nockentragenden Kunststoff-Auflagescheibe versehen ist, auf. Die Stütze besteht immer aus einem Oberteil (Kopf) und einem Unterteil (Fuß), die zueinander höhenverstellbar sind. Die Höhenverstellung muss arretierbar sein, damit die eingestellte Höhe erhalten bleibt. Die Konstrukteure der Stützen haben im Laufe der Zeit hier verschiedene Mechanismen entwickelt. Zwei Dinge müssen gewährleistet sein: Die stufenlose Feineinstellung und die Sicherung gegen unbeabsichtigtes Verstellen. Dazu kommt eine hohe Anforderung an die Passgenauigkeit der Verbindung des Kopfes mit dem Rest der Stütze. Diese darf nur ein geringes Spiel haben, damit bei wechselnder Belastung kein merkbares Kippen auftritt.
Je nach der Konstruktionshöhe des Bodens und den Anforderungen an die Tragfähigkeit kann eine solche Konstruktion aus einem Gewindebolzen M16 und als Gegenstück einem Innengewinde M16 bestehen, oder aus einem angeschweißten Präzisionsstahlrohr (24 × 2), in welches ein Gewindebolzen M20 mit Mutter eintaucht. Bei sehr hohen Stützen und großen Lasten kann es erforderlich sein, dass noch ein zusätzliches „Überschubrohr“ eingesetzt werden muss, um die erforderliche Knicklast sicherzustellen.
Grob vereinfachend kann man die Stützen in drei Höhenstufen einteilen:
- Niedrigstützen mit angeschweißtem Bolzen und tiefgezogenem Innengewinde (meist M16). Solche Stützen kommen ohne Verstellmutter aus. Die Sicherung geschieht durch Verharzen des Gewindes.
- Mittelhohe Stutzen bestehen oft aus einem Fuß mit einem angeschweißten Bolzen M20 mit Mutter. Das Oberteil besteht aus einem Präzisionsstahlrohr 24 mm × 2 mm, welches mit dem Kopf verschweißt oder verpresst ist.
- Hohe Stützen werden oft so wie mittelhohe Stützen gebaut, aber manche Hersteller bevorzugen die Höhenverstellung am Kopf, so dass das Rohr mit dem Fuß verschweißt oder verpresst ist. Die Höhenverstellung am Kopf bewirkt, dass der Monteur sich nicht mehr so oft bücken muss, stellt aber höhere Anforderungen an die Spielfreiheit.

Bei mittelhohen und hohen Stützen kommen oft Rasterstäbe zum Einsatz (siehe Bilder ganz oben). Rasterstäbe können nur eingeklippst oder auch zusätzlich verschraubt sein. Außerdem können sie eine weiche Auflage erhalten, um so zusätzlich zu dichten. Mineralische Stützen oder Stützen aus Aluminium (wie es sie ab den 1970ern bis in die 1990er gab), spielen heute keine Rolle mehr.
Der Rohboden (Rohdecke) gehört im eigentlichen Sinne nicht zu den Systemkomponenten, muss aber dennoch betrachtet werden: Oft ist vor der Doppelbodenmontage eine gründliche Säuberung mit einer anschließenden Versiegelung aus einem Zweikomponenten-Material erforderlich, um eine gute Verklebung der Stützen zu ermöglichen. Zusätzlich kann eine Verdübelung der Stützen mit dem Rohboden notwendig sein.

## Belastungsangaben
Typischerweise gelten für flächige Bauteile (wie Geschossdecken oder Balkone) Lastangaben in der Form kN/m². Diese werden als Flächen- oder Verkehrslasten (neuerdings als Nutzlast) bezeichnet. Bei Doppelböden ist das jedoch nicht der Fall. Die maßgebliche Belastung ist hier die Einzellast oder Punktlast in kN.
Die Entwickler der Doppelbodensysteme haben herausgefunden, dass der kritische Lastfall eines Doppelbodenelements (bestehend aus einer Doppelbodenplatte auf vier Stützen an ihren Ecken) bezüglich der Durchbiegung die auf halbem Rastermaß randständige Einzellast ist. Beim Bruchverhalten ist der schwächste Punkt je nach Plattenmaterial und Konstruktion ebenfalls dort oder aber in der Nähe des Stützenkopfes (Schubbruch am Auflager).
Die Erkenntnisse wurden durch die damit beauftragten Prüfinstitute (z. B. MPA Stuttgart, Steinbeis-Stiftung) bestätigt. Die maximal zulässigen Belastungen betragen für einen Standard-Doppelboden aus 38 mm hochverdichteten Flachpressplatten z. B. 3000 N (3 kN) bei einer zulässigen Biegung von {\displaystyle l/300} = 2 mm und einem Sicherheitsfaktor ≥ 2.
Der Doppelbodenkonstrukteur kann diesen Wert durch geeignete Maßnahmen steigern. Das Verkleben der Platte mit einem unterseitigen 0,5 mm Stahlblech führt zu einer Steigerung auf ca. 5000 N. Durch die Verwendung eines extrem scherfesten Klebers können noch höhere Werte erreicht werden.
Der Bundesverband Systemböden definiert Elementklassen und ordnet diesen Punktlasten zu:
- Elementklasse 1 Punktlast 2000 N, Bruchlast >   4 kN
- Elementklasse 2 Punktlast 3000 N, Bruchlast >   6 kN
- Elementklasse 3 Punktlast 4000 N, Bruchlast >   8 kN
- Elementklasse 4 Punktlast 5000 N, Bruchlast > 10 kN

Damit sind aber zunächst nur Werte für die Plattenebene bestimmt (die Versuche werden mit idealisierten starren Auflagern durchgeführt). Die tatsächliche Traglast des Doppelbodensystems ergibt sich aber erst durch die Berücksichtigung der Stütze. Diese kann, je nach Höhe des Bodens (damit Länge der Stütze) knickgefährdet sein. Bei der Dimensionierung des Stützenrohres muss berücksichtigt werden, dass die Punktlast außermittig des Stützenrohres angreift.

## Allgemeines
Im Hohlraum des Doppelbodens können sämtliche Installationen (Kommunikation, Strom, Wasser, Luft) integriert werden. Außerdem wird vor allem in Reinräumen der Doppelboden oft dazu genutzt, durch viele kleine Löcher in jeder Doppelbodenplatte und somit einem sehr großen Strömungsquerschnitt die Abluft aus dem Raum zu befördern, so dass sich eine fast laminare (tatsächlich turbulenzarme) Luftströmung von der Decke (Zuluft ebenfalls über große Querschnitte) zum Boden im Raum einstellt. Dabei stellt der gesamte Hohlraum unter dem Doppelboden einen Luftkanal dar.
Speziell für Elektroräume oder für Bereiche, in denen hohe Anforderungen an Querstabilität und Lastaufnahme gestellt werden, verwendet man einen sogenannten Schaltwartenboden (oder Schaltwartendoppelboden). Dieses System besteht aus Schwerlaststützen, auf denen durchlaufende Stahl-C-Profile in der einen und Passstücke in der anderen Richtung verschraubt werden. Im Gehbereich werden Doppelbodenplatten auf dieser Profilraster-Unterkonstruktion verlegt; im Bereich der Schaltschränke hingegen werden mit höheren C-Profilen Rahmen ausgebildet. Somit lassen sich auch bei der Aufstellung von Schaltschränken alle Platten abnehmen, und Nachinstallationen können einfach durchgeführt werden. Auf Schaltwartenböden stehende Elektroschränke haben in der Regel keinen unteren Boden, so dass die Kabel unmittelbar vom Hohlraum in die Schränke geführt werden können.
An den Bodenbelag werden mitunter auch Anforderungen an dessen elektrostatische Ableitfähigkeit gestellt. Diese gelten dann natürlich für das gesamte System aus Platten, Stützen und Rasterstäben. Insbesondere in speziellen Reinräumen (z. Bsp. für die Produktion von Computerchips) wird eine Doppelanforderung gestellt: Der Boden muss so leitfähig sein, dass elektrostatische Aufladungen nicht erfolgen können und gleichzeitig die Anforderungen an den Standortübergangswiderstand (Mindestwiderstand, meist 50 kΩ) erfüllt werden.
In Serverräumen oder Rechenzentren kann der Doppelboden auch zur aktiven Klimatisierung im Warm- oder Kaltgang genutzt werden. Dafür gibt es aktive wassergekühlte Doppelbodenklimaplatten, diese Platten sind mit nach unten oder nach oben gerichteter Luftführung erhältlich.
Die Leistungsnachweise für diese Böden erfolgen nach EN 12825 für Doppelböden. Die Norm gilt in Deutschland als DIN-Norm DIN EN 12825. Für Bodensysteme, welche der Norm und der Anwendungsrichtlinie entsprechen, werden Konformitätszertifikate ausgestellt.

## Weitere Verwendung des Begriffs
Der Begriff Doppelboden findet auch im Schiff- und Bootsbau Verwendung.
- Zum Schiffbau siehe: Doppelboden (Schiffbau)
- Zum Bootsbau: Es handelt sich dabei um zwei übereinanderliegende Böden, die zusammen laminiert sind. Zwischen den beiden Böden befindet sich Luft.
- Zur Anwendung bei Wohnmobilen gibt es einen Unterflur-Stauraum, der ebenfalls Doppelboden genannt wird.
- Auch eine Formation aus der Chartanalyse wird als Doppelboden bezeichnet, ein als Trendumkehr interpretierbares Kursmuster, das ungefähr den Verlauf eines W beschreibt.